# 돗돔

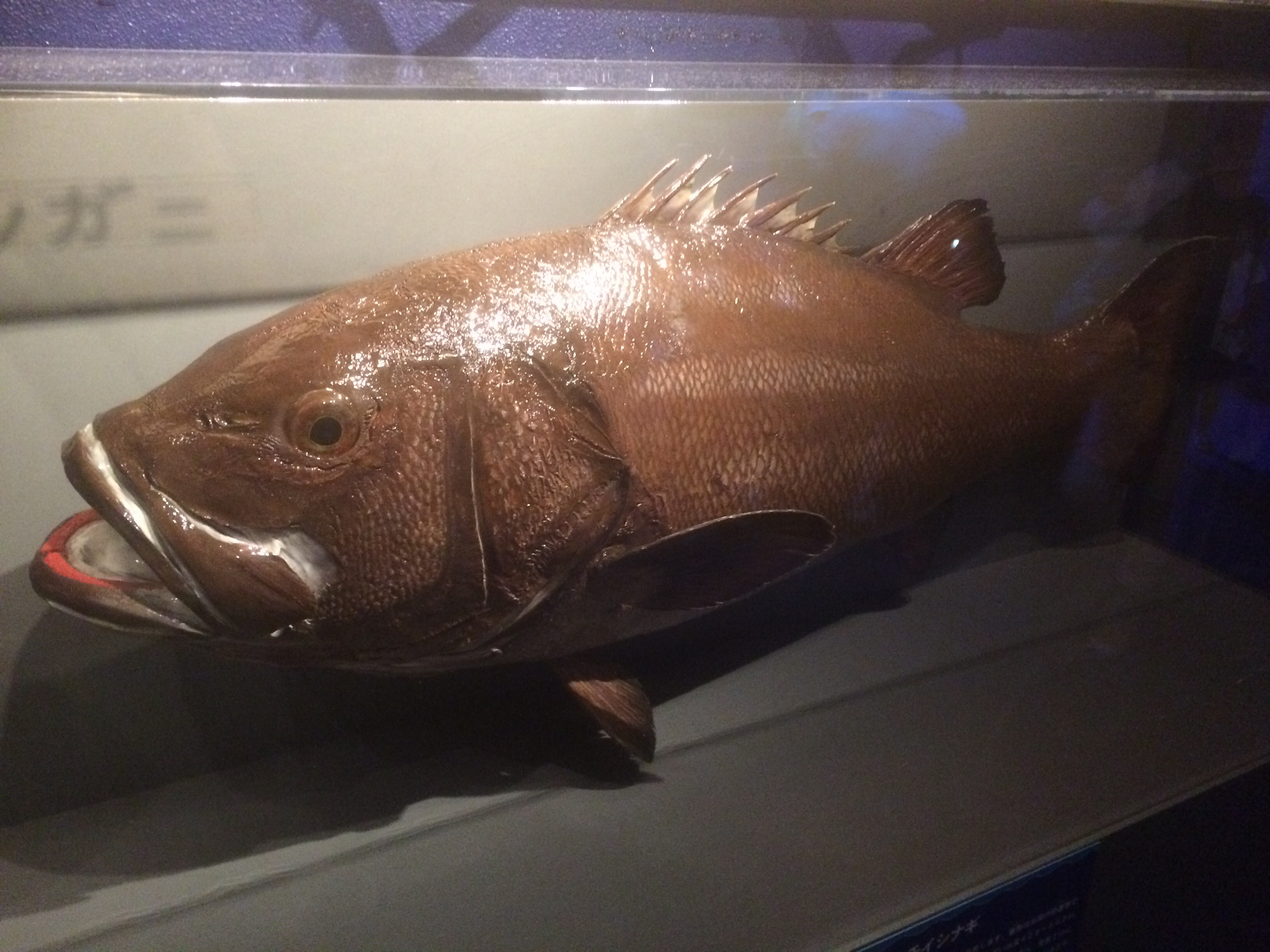

돗돔은 주걱치목 투어바리과에 속하는 바다물고기이다. 북서태평양에 서식하는 대형 어류이다.